# Judex (roman)
Pour les articles homonymes, voir Judex (homonymie).
Judex est un roman (également appelé roman-ciné) d'Arthur Bernède écrit en collaboration avec le cinéaste Louis Feuillade. Cette histoire a été simultanément publiée en feuilleton dans la revue quotidienne Le Petit Parisien et a été produit par la Maison Gaumont pour une sortie au cinéma sur douze épisodes entre janvier et avril 1917.
Cette œuvre narre les exploits de Judex, un justicier drapé d’une grande cape noire, s'opposant à un banquier véreux. Agissant dans le cadre d'une vengeance familiale, Judex tombe amoureux de la fille de son ennemi.
Succès commercial lors de leur sortie, le roman et le film connaissent l'année suivante une suite, La Nouvelle Mission de Judex, également reportée sur support papier et cinématographique.

## Présentation de l'œuvre
1. 1917. Parution en feuilleton dans le quotidien Le Petit Parisien du 12 janvier 1917 au 6 avril 1917.
2. 1917. Réédition par Renaissance du Livre dans la collection « Les Romans Cinéma » en douze brochures pour une sortie hebdomadaire tous les jeudis du 6 septembre au 22 novembre 1917. Illustrées des photos du film de Louis Feuillade.
3. 1923. Réédition en deux volumes aux éditions Jules Tallandier : Judex et Les Incarnations de Judex dans la collection « Livre National » n°178 et n°179.
4. 1925. Réédition en deux volumes aux éditions Jules Tallandier : Judex et Les nouveaux exploits de Judex dans la collection « Les Romans Cinéma » n°104 et n°105. Le volume Les nouveaux exploits de Judex contient également le début de l'histoire La nouvelle mission de Judex qui se termine dans le n°106 Dernière incarnation de Judex.
5. 2002. Réédition aux Éditions Fayard dans la collection « Littérature Française ».

## Histoire

### Personnages principaux
- Judex / Jacques de Trémeuse : Justicier en quête d'une vengeance contre Favraux, responsable de son malheur familial.
- Marie Verdier / Diana Monti : Aventurière qui cherche à mettre la main sur la fortune de Favraux.
- Favraux : Banquier véreux cible de la vindicte de Judex.
- Jacqueline Auvry : Fille de Favraux, victime des sombres desseins de Diana Monti.
- Cocantin : Détective chargé par Favraux d'enquêter sur Judex.
- Roger de Trémeuse : Frère de Judex qu'il seconde dans sa vengeance contre le banquier Favraux.

### Résumé
Le roman comprend douze chapitres qui correspondent aux douze épisodes réalisés par Louis Feuillade.
Premier épisode - L’Ombre mystérieuse
De retour après vingt ans de bagne, pour avoir été entraîné dans des affaires véreuses par le banquier Maurice-Ernest Favraux, le meunier Kerjean revient demander à celui-ci de l’aider à retrouver son fils. Après l’avoir brutalement éconduit, Favraux renverse en automobile le meunier. Le lendemain, tandis que Favraux s’occupe du mariage de sa fille, Jacqueline Aubry avec M. de la Rochefontaine, un courrier signé d'un mystérieux Judex, le somme de verser la moitié de sa fortune à l’Assistance Publique, en expiation de ses crimes. Refusant de se soumettre aux exigences de Judex et malgré l'assistance du détective privé Cocantin, Favraux tombe comme foudroyé lors du dîner de fiançailles de sa fille. Avisée des lettres de Judex et des crimes de son père, Jacqueline décide d’abandonner à l’Assistance Publique la moitié de la fortune mal acquise de son père. Elle confie son fils Jean à des parents nourriciers, les Bontemps, qui habitent les environs de Paris, et se met au travail pour gagner sa vie.
Deuxième épisode - L’Expiation
Jacqueline a changé son nom pour Jeanne Bertin et travaille à présent comme maîtresse de piano. Tandis qu’elle repousse les propositions galantes du marquis de Birargues, le frère d’une de ses élèves, elle reçoit de Judex deux pigeons qu’elle devra lâcher si elle est en danger. Parallèlement, Judex, aidé de son frère Roger, sort Favraux de son tombeau et le réveille du coma dans lequel il l'avait plongé. Il lui explique qu’il ne le tuera pas car sa fille a généreusement fait don de sa fortune, mais il le condamne néanmoins à la prison à perpétuité. Pendant ce temps, manipulé par Diana Monti, l’ancienne institutrice du petit-fils de Favraux, et son amant Morales, le marquis de Birargues prépare l’enlèvement de Jacqueline. Son fils, Jean, fugue et rejoint le domicile de sa mère disparu à Neuilly avec l'aide d'un enfant orphelin, le Môme Réglisse. En l’attendant, il relâche par erreur les deux pigeons qu’avait offert Judex à Jacqueline.
Troisième épisode - La Meute fantastique
Alerté par les pigeons, Judex se rend au domicile de Jacqueline et lance son chien Vidocq sur la piste des ravisseurs. Diana Monti et Morales n’acceptent de livrer la jeune femme à M. de Birargues  qu’en échange d’une forte somme d’argent. Affolé et repentant, le marquis avoue sa faute à son père, lequel jure de sauver la prisonnière. Durant ce temps, une meute de terribles chiens envahit le repaire de Diana Monti. Tandis que les deux ravisseurs prennent la fuite, Jacqueline est sauvée et ramenée chez elle par le duc de Birargues. Judex, qui assiste secrètement à sa libération, s’éprend violemment de la jeune femme. Le petit Jean retourne chez la famille Bontemps en compagnie du Môme Réglisse.
Quatrième épisode - Le secret de la tombe
Entré au service de Judex après son accident, le meunier Jean Kerjean est depuis devenu le geôlier de Favraux. Diana et son complice suspectent que Judex soit responsable de la mort de Favraux, c’est pourquoi ils décident de déterrer son corps pour le faire examiner par un docteur. En découvrant le cercueil vide, Diana devine alors que Favraux est toujours vivant. Elle se rend auprès du détective Cocantin qui lui apprend l'existence de la lettre qu’a reçu Favraux avant sa mort. Alors que Diana prévoit de faire tuer Jacqueline, Moralès refuse d'être le complice d'un meurtre mais elle le fait chanter en le menaçant de révéler publiquement son vrai nom : Robert Kerjean, le fils du meunier condamné au bagne. Peu après, Jacqueline reçoit une dépêche l'informant que son fils est gravement malade. Sur la route en allant voir son fils, Jacqueline est saisie par les complices de Diana qui la jettent dans la Seine. Le môme Réglisse, qui pêchait dans les environs, voit la jeune femme dans l'eau et la sauve de la noyade.
Cinquième épisode - Le moulin tragique
Apprenant qu'elle a survécu à sa noyade, Diana fait enlever Jacqueline et la retient prisonnière dans l'ancien moulin de Kerjean. Morales se dispute avec Diana après son refus de tuer la jeune femme. Ils sont néanmoins interrompus par l'arrivée de Kerjean dans son ancien moulin, qui après avoir reconnu son fils, part chercher Judex. Au moment de l'arrivée du justicier, l'aventurière parvient malheureusement à s'échapper en passant par le grenier.
Sixième épisode - Le môme Réglisse
Jacqueline se réveille chez son ami M. Vallières à qui Judex a confié la jeune femme. Laissant la jeune femme dans ses appartements, M. Vallières regagne les siens pour retrouver sa véritable apparence : celle de Judex. Revenue chez elle, Diana contacte Amaury de la Rochefontaine, complètement fauché depuis que Jacqueline a rompu leurs fiançailles et lui propose une association pour retrouver Favraud. Elle enlève Jean sur le chemin de l'école et l'emmène à Paris chez le détective Cocantin pour tendre un piège à Judex. Le môme Réglisse, qui a assisté à la scène, alerte alors Roger, le frère de Judex. Diana fait paraître une annonce à l'intention de Judex dans le journal précisant que l'enfant se trouve à l'agence Céléritas du détective Cocantin. Découvrant l'annonce, Roger envoie le môme Réglisse présenter une lettre à Cocantin. L'enfant parvient à faire évader Jean par le balcon et au moment où Diana et Amaury se saisissent de lui, Cocantin change de camp et enferme les deux bandits dans une chambre.
Septième épisode - La femme en noir
Judex, avoue à sa mère, la Comtesse de Tremeuse, qu'il est amoureux de la fille de Favraux, et qu'en conséquence il n'a pu tuer le banquier, responsable de la mort de son mari. Pendant ce temps, le détective Cocantin parvient à empêcher le rapt du môme Réglisse par Amaury et Diana.
Huitième épisode - Les Souterrains du Château-Rouge
Souffrant de son amour pour Diana Monti, Robert Kerjean retourne auprès de sa maîtresse, et lui révèle la localisation du repaire de Judex. La Monti monte alors une expédition dirigée par Amaury pour récupérer Favraux, qui échoue lorsque les ravisseurs kidnappent par erreur son geôlier, le meunier Kerjean. Partis se débarrasser de leur indésirable otage, Amaury et ses complices sont pris en chasse par Judex et d'un Cocantin répulsé par les agissements de Diana Monti. La poursuite se termine sur une fusillade dans laquelle est tuée Amaury et sur le sauvetage de Kerjean.
Neuvième épisode - Lorsque l'enfant parut…
Après que leur quartier-général ait été découvert, Judex emmène Favraux, devenu fou à la suite de son emprisonnement, dans sa villa des Palmiers dans le sud de la France. Il invite également Jacqueline, son fils Jean et le môme Réglisse à la villa mais se présente à eux sous son vrai visage et sa véritable identité, Jacques de Tremeuse. Cocantin, également invité, est suivi par Diana Monti, qui en profite pour enlever Favraux avant les retrouvailles avec sa fille.
Dixième épisode - Le cœur de Jacqueline
Jacqueline reçoit un mot de son père l'invitant à le rejoindre, mais Judex la retrouve et la convaincs de s'y rendre à sa place. Tandis que Judex part de chez lui, à la nuit tombée, pour retrouver Favraux, Jacqueline l'aperçoit et reconnaît la silhouette de Jacques de Tremeuse. Elle comprend alors que Jacques, Judex et M. de Vallières ne font qu'un. De son côté, alors que Cocantin est en compagnie d'une vieille connaissance, Daisy Torp, sur le port, il reconnaît la silhouette de Judex. Celui-ci rejoint Diana Monti sur son bateau. Tandis que Cocantin craint pour la sécurité de son ami, Daisy Torp, excellente nageuse, se propose de surveiller Judex.
Onzième épisode - L'Ondine
Arrivés sur le bateau, Diana Monti tend un piège à Judex qui est enfermé par ses hommes de main. Secouru par Daisy Torp, parvenue à le rejoindre discrètement dans sa cabine, il tend un piège à son geôlier, Moralès, et le ligote à sa place. Sur ordre de Diana Monti, les matelots jettent à la mer le corps ligoté de Moralès, dont le visage est masqué. Armé d'un revolver, Judex surprend l'équipage et achète leur loyauté, tandis que Diana plonge à la mer. Daisy plonge à sa poursuite et lutte avec elle dans les eaux, avant de sombrer en sa compagnie sous les flots.
Douzième épisode - Le Pardon d'Amour
Au matin, Judex regagne le port en compagnie de Favraux, tandis que Cocantin part à la recherche de Daisy, et parvient à la retrouver, seule rescapée de sa lutte avec Diana. Heureux à la suite des retrouvailles avec sa fille et revenu à la raison, Favraux accepte de devenir un homme meilleur. Il présente ses excuses pour ses agissements passés à Mme de Tremeuse, tandis que Jacques et Jacqueline d'un côté, et Cocantin et Daisy Torp de l'autre, se préparent à se marier.

## Autour de l’œuvre

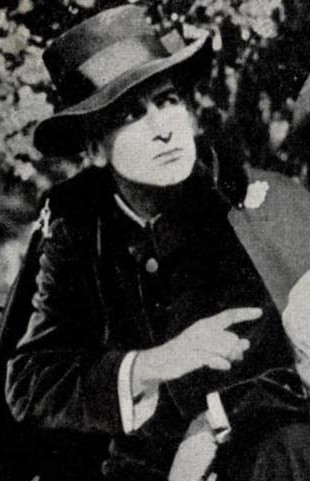
René Cresté dans le rôle de Judex dans le film de 1916.

### Genèse du projet
En collaboration avec le réalisateur Louis Feuillade, Arthur Bernède écrit les aventures d'un justicier qui paraissent quotidiennement dans le journal Le Petit Parisien. En effet, en parallèle à la parution de son récit, Feuillade réalise un film en douze épisodes qui sort au cinéma hebdomadairement. Les deux supports, littéraire et cinématographique, devant se faire mutuellement de la publicité.

Pour justifier l'étroite collaboration qu'il a eu avec Louis Feuillade dans la création de Judex, Arthur Bernède explique qu'ils ont travaillé en parfaite accord, d'après un plan arrêté d'avance, dont ni l'un ni l'autre ne se sont écartés un seul instant : 

« Dans cette mise en commun d'idées et d'efforts, nous avons cherché à réaliser une œuvre pittoresque, amusante, suffisamment dramatique pour captiver l'attention de tous, mais respectueuse avant tout de la morale publique. »

— Arthur Bernède.

### Influences du personnage
Pour la création de leur personnage, Louis Feuillade et Arthur Bernède puisèrent dans un lot de références littéraires. Ainsi, Judex possède de nombreuses similudes avec Fantômas (sa propension aux déguisements, ses méthodes musclées…) hormis le fait qu'il se bat pour la justice. D'ailleurs, pour parfaire le parallèle, l'acteur René Navarre qui joua le rôle de Fantômas dans le film homonyme de 1913 fut proposé à Louis Feuillade, qui refusa néanmoins.
En outre, Judex partage également des points communs avec le Comte de Monte-Cristo : si le héros s'acharne sur Favraux, c'est que le banquier a autrefois ruiné sa famille. Ainsi, après l'avoir plongé dans un état de mort artificielle, il l'emprisonne secrètement dans sa base. Comme dans l'œuvre d'Alexandre Dumas, l'histoire se situe ici clairement dans le registre de la vengeance familiale.
Enfin, Judex rappelle le personnage de Ténébras d'Arnould Galopin. À la suite de sa vengeance, Judex provoque la ruine de la fille du banquier Favraux, Jacqueline. Après être tombé éperdument amoureux d'elle, il prend alors la décision de protéger la jeune femme contre tout danger qu'elle pourrait rencontrer. Cette romance évoque énormément celle qu'entretient Ténébras avec la femme dont il tombe amoureux.

### Sortie de l’œuvre
À cause de la première guerre mondiale, la sortie du film fut retardée en France. En effet, les studios Gaumont craignèrent de déclencher une polémique au motif de vouloir ruiner le moral de la population française. En conséquence, le film et le roman restèrent quelques mois dans les cartons.
C'est finalement un film concurrent produit par les frères Pathé qui provoqua la parution du roman-feuilleton de Bernède. Réalisé par un tandem de réalisateurs franco-américain,  Louis J. Gasnier et Donald McKenzie, The Shielding Shadow (en), mettant également en scène un justicier appelé Ravengar, sort aux Etats-unis en 1916. Il est probable que la Gaumont, craignant que le film de Gasnier et McKenzie ne sorte en France avant le film de Feuillade, se décida à diffuser Judex au début de l'année 1917, entraînant de facto la parution du roman.

### Influences de Judex
Les personnages de justiciers de Judex et Ravengar ont très probablement contribué à inspirer The Shadow, un personnage de pulps apparu en 1930, qui porte un costume semblable à celui de Judex et possède le pouvoir d'invisibilité de Ravengar. Par ailleurs, le premier épisode de Judex s'intitulait aux États-Unis The Mysterious Shadow, tandis que le personnage de Ravengar apparaissait dans le film The Shielding Shadow. Incidemment, dans les années 1940, des comic strips du Shadow — personnage alors inconnu des lecteurs français — sont publiés en France dans une traduction qui les transforme en aventures de Judex. 
Précurseur immédiat des super-héros, The Shadow est à son tour l'une des inspirations de Batman. Ainsi, pour le spécialiste de la bande dessinée Xavier Fournier, Judex est « d'une certaine manière, le grand-père du célèbre homme chauve-souris ».